# Staheliomyces cinctus
Staheliomyces cinctus är en svampart som beskrevs av E. Fisch. 1921. Staheliomyces cinctus ingår i släktet Staheliomyces och familjen stinksvampar.   Inga underarter finns listade i Catalogue of Life.